# Pseudo Giovanni Crisostomo
Pseudo Giovanni Crisostomo (o anche pseudo-Giovanni Crisostomo o pseudo-Crisostomo) è la denominazione utilizzata per indicare gli autori anonimi di testi falsamente o erroneamente attribuiti a san Giovanni Crisostomo (IV secolo). La maggior parte di queste opere sono sermoni di cui lo stesso Giovanni compose più di 500 titoli.
Diverse opere scritte da eretici sono state attribuite al Crisostomo, il che ne ha garantito la sopravvivenza. Esse sono un'importante testimonianza della spiritualità e della mentalità di alcuni movimenti eretici del IV e V secolo. Tre sermoni pasquali dello pseudo-Crisostomo sono ritenuti di Apollinare di Laodicea, l'oppositore dell'arianesimo del IV secolo che cadde nell'apollinarismo, l'eresia che porta il suo nome.
Due sermoni scritti in greco per l'ottava di Pasqua sono stati identificati come opere di un anomeo. L'Opus imperfectum in Matthaeum, una serie di sermoni sul Vangelo secondo Matteo, fu attribuita al Crisostomo, previa una riscrittura medievale dei pochi passi ariani.
Il sermone sulla croce gloriosa, In venerabilem crucem sermo, fu ampiamente copiato dal suo originale greco e tradotto anche in armeno, latino, nubiano antico, russo antico (slavo orientale) e siriaca. Il testo in nubiano antico è il più lungo scritto sopravvissuto in quella lingua. Il sermone copto dello pseudo-Crisostomo sull'arcangelo Raffaele, In Raphaelem archangelum, fu anche tradotto, rivisto e ampliato in arabo, ge'ez (etiope) e nubiano antico.
Tre sermoni su Giobbe furono attribuiti al Crisostomo e poi riascritti a Severiano di Gabala. La Seconda Apocalisse apocrifa di Giovanni è presentata in alcuni manoscritti come un sermone del Crisostomo.